# 斯塔尼察-盧漢斯卡幼兒園襲擊事件
斯塔尼察-盧漢斯卡幼兒園襲擊事件是指2022年2月17日，烏克蘭盧甘斯克州斯塔尼察-盧漢斯卡一所幼兒園遭到炮擊，造成3人受傷，半個城鎮斷電。襲擊事件是在俄羅斯全面入侵烏克蘭前發生。

## 概述
2022年2月17日，一枚迫擊炮彈落在烏克蘭盧甘斯克州斯塔尼察-盧漢斯卡一所幼兒園裡。「盧甘斯克人民共和國」領袖謝爾蓋·科茲洛夫指責烏克蘭在前線附近使用迫擊炮、榴彈發射器、火箭炮或機槍，並可能落在斯塔尼察-盧漢斯卡附近。烏克蘭方面聲稱，是分離武裝從米科拉伊夫卡或盧甘斯克附近，向斯塔尼齊亞-盧甘斯卡開火。成為俄羅斯入侵烏克蘭之前的序幕。
2月26日，作為2022年俄羅斯入侵烏克蘭行動的一部分，斯塔尼察-盧漢斯卡被俄羅斯地面部隊佔領。

## 反應
歐盟負責外交事務和安全政策的高級代表博雷爾表示，「這種對民用基礎設施的狂轟濫炸是完全不能接受的，明顯違反停火協議和明斯克協議。」博雷爾還表示，歐盟支持烏克蘭的國際公認邊界，並呼籲允許歐安組織特別監測團不受限制地進入烏克蘭全境，包括俄羅斯佔領區。
美國駐基輔大使館表示，襲擊是「令人發指的俄羅斯違反明斯克協議」，表明「俄羅斯無視前線兩側的烏克蘭平民」，直指「 在頓巴斯的侵略者很明顯是俄羅斯」。